# Phaedrotoma peculiaris
Phaedrotoma peculiaris är en stekelart som först beskrevs av Vladimir Ivanovich Tobias 1998.  Phaedrotoma peculiaris ingår i släktet Phaedrotoma och familjen bracksteklar. Inga underarter finns listade i Catalogue of Life.